# Искусство Норвегии

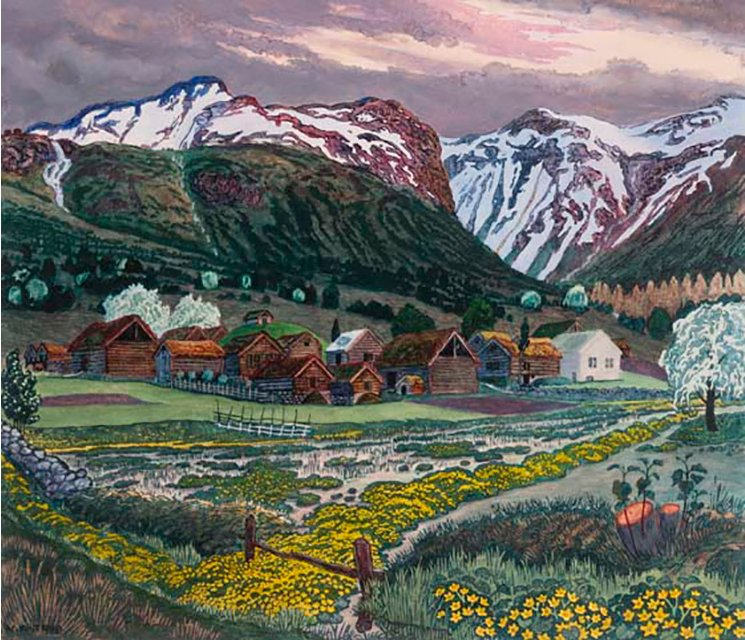
Худ. Николай Аструп «Soleienatt»

Искусство Норвегии — визуальные и изящные искусства населения Норвегии.

## История
Одни из первых памятников, характеризующих норвежскую художественную культуру, относятся к концу VIII—IX веков, к так называемой эпохе викингов. К IX веку относится расцвет орнаментальной деревянной резьбы, обнаруженные в знаменитом археологическом комплексе погребальной ладьи из Усеберга (около 850 г.).

### Средневековье
В XI—XII веках, в эпоху романского стиля, норвежское искусство обогащается новыми чертами, умножаются области, в которых работают мастера: появляются монументальная скульптура и живопись. Высокохудожественными памятниками, исполненными в конце XII века, являются дверь церкви в Хиллестаде и фрагмент тканой шпалеры из Балдисхола. Одновременно создаются своеобразнейшие памятники деревянной архитектуры норвежского средневековья — ставкирки. Примерно из 900 деревянных церквей, построенных в Норвегии к началу XIV в., сохранилось лишь несколько десятков, в том числе ставкирки в Урнесе (1060—1130), Боргунне (около 1150 г.), Гуле (XII в., ныне в Народном музее на Бюгдё, Осло) и др. Сохранившиеся до наших дней отдельные церковные сооружения из камня — собор в Тронхейме (1140—1320, достроен в XIX—XX вв.), собор в Ставангере (1130—1300) — показывают влияние на церковное зодчество английской романской и готической архитектуры. Из готических сооружений гражданского назначения сохранились лишь Королевский зал в Бергене (Haakonshallen, 1246—1261) и крепость Акерсхус в Осло (начата около 1300 г.).

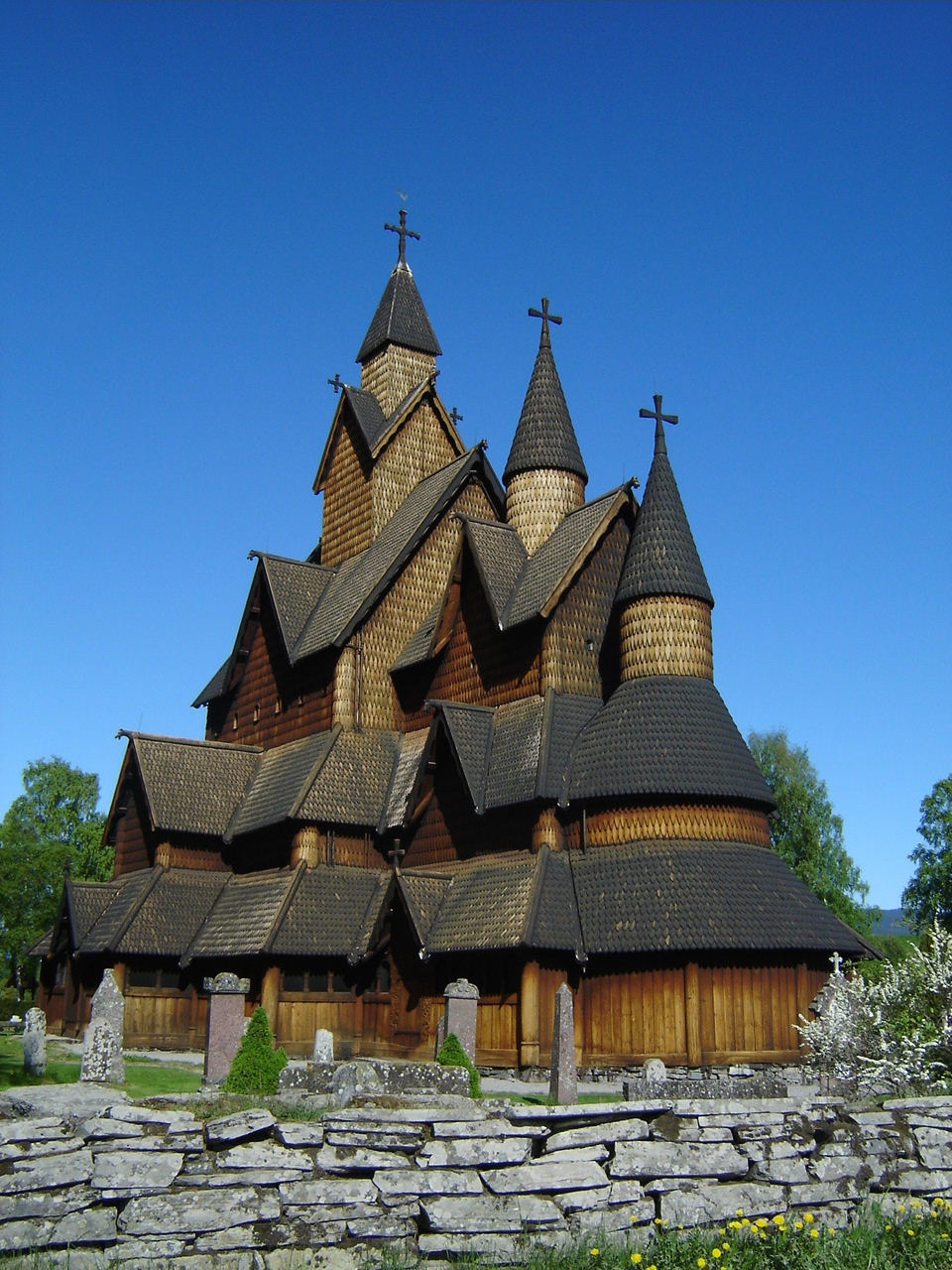
Ставкирка в Хеддале
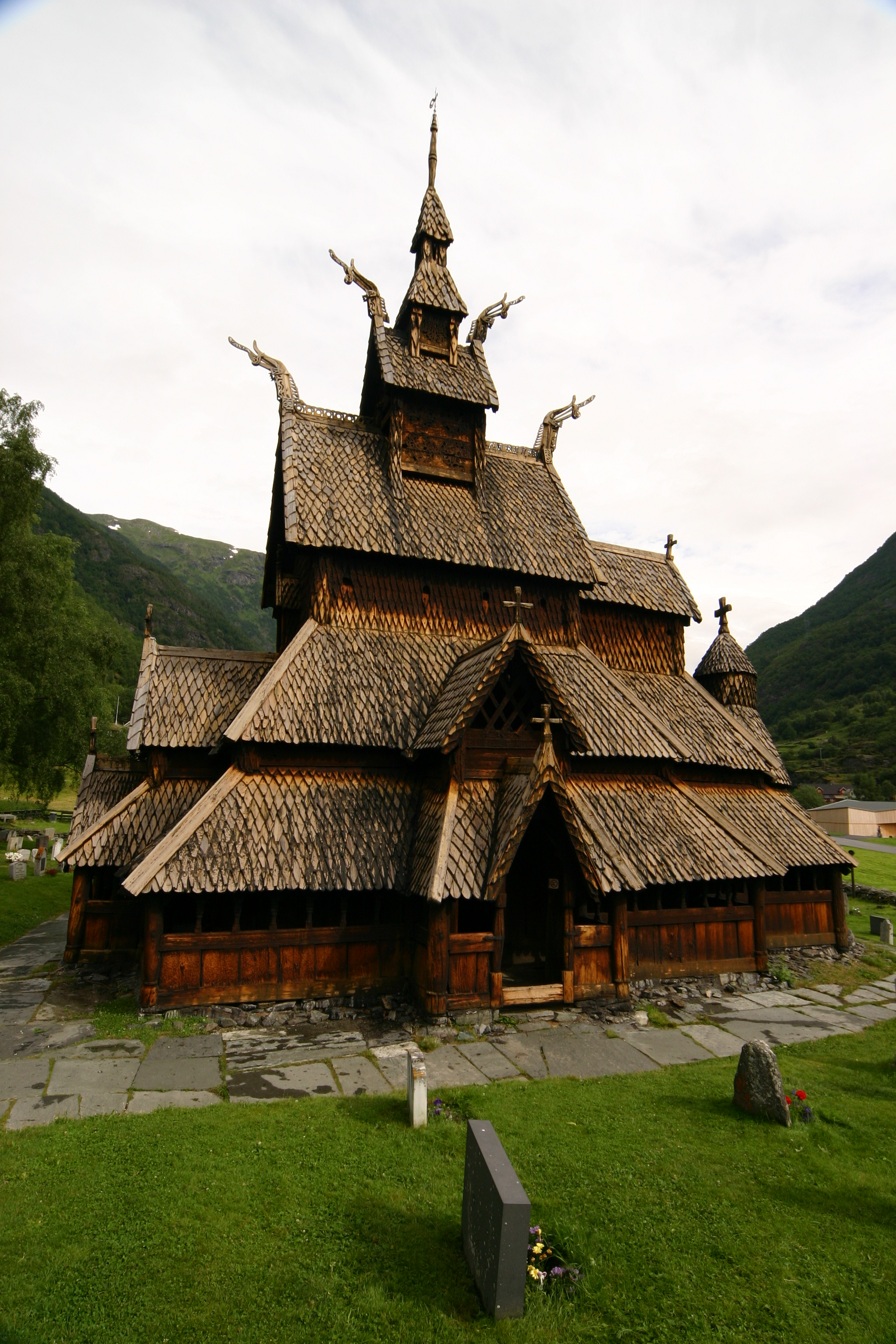
Ставкирка в Боргунне
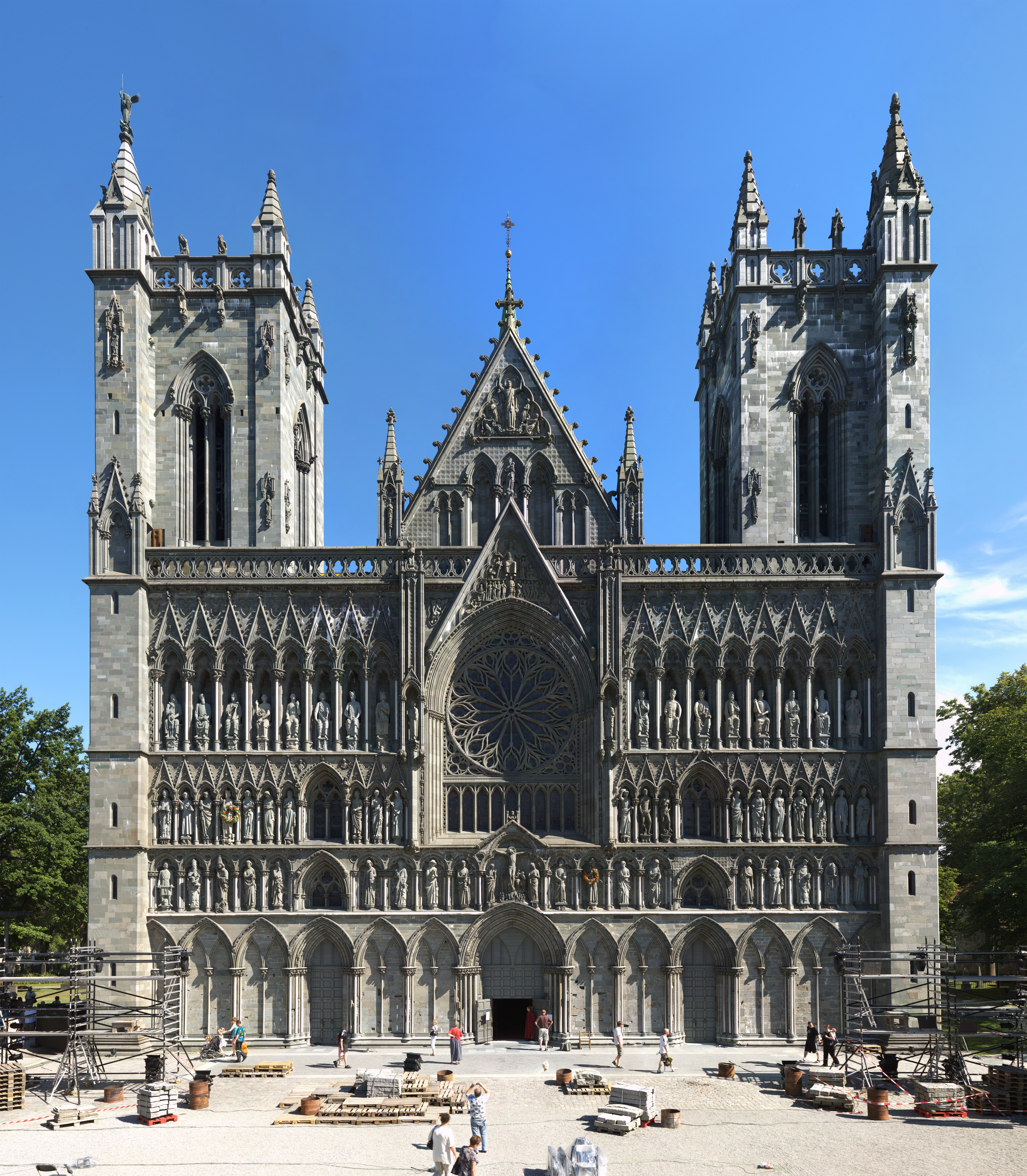
Нидаросский собор
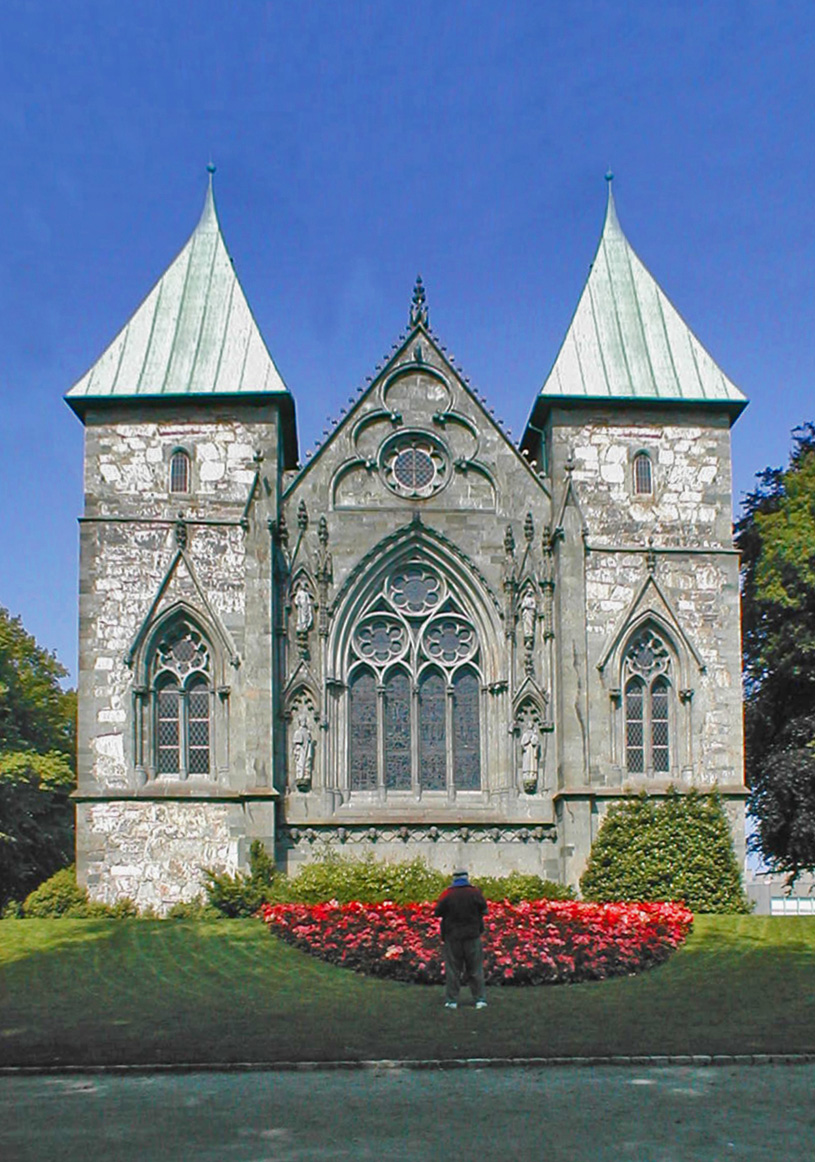
Ставангерский собор

Готический стиль в изобразительном искусстве Норвегии широко распространился в XIII—XIV веках — миниатюры рукописи Магнуса Лагабётера (около 1300 г.), алтарный образ из церкви в Дале (начало XIV в.), скульптурное распятие из церкви в Студеберге (около 1260 г.), статуя Богоматери с младенцем из церкви в Энебакке (середина XIII в.).

### Эпоха Возрождения
Ренессанс и барокко нашли слабое выражение в Норвегии в XV—XVII вв. С XIV по первую половину XVI веков в стране преобладает крестьянское искусство: резьба по дереву, вышивание, литье и другие виды работ из металла, плетение кружев и др. Ни один из норвежских мастеров не добился широкой известности, за исключением резчика по слоновой кости Магнуса Берга (1666—1739), работавшего на рубеже XVII—XVIII веков преимущественно за пределами Норвегии.
Оживление норвежского искусства начинается уже в конце XVI — первой половине XVII веков, когда усиливаются торговые и культурные связи страны с Германией, Нидерландами, Англией. Черты архитектуры Возрождения в XVII веке проявляются в значительной мере в городских сооружениях: Эстроте (Austråt, 1654—1656, в Эстланне), Розендале (1661—1665, в Хардангере) и в крепостных сооружениях Тронхейма, Фредрикстада и др. Образцами барокко и рококо XVIII века, специфически трактованные норвежскими мастерами, могут служить церковь в Конгсберге, созданная архитектором И. А. Стуккенброком (1698—1756), а также здания, сооруженные архитекторами И. К. Эрнстом (1666—1750), С. Аспосом (Aspaas, 1736—1816) и др.
На рубеже XVIII—XIX веков в Норвегии появляются сооружения в духе раннего классицизма — королевская резиденция в Тронхейме (1774—1778), усадьбы в Богстаде (1759—1762), Улефоссе (1802—1807), построенные зодчим И. X. Равертом (1751—1853).

## Живопись
Во второй половине XVIII века в Норвегии начинают выделяться две группы живописцев — сформировавшихся в Бергене и Кристиании. Для художественной жизни Бергена большое значение имела деятельность Матиаса Блументаля (около 1719—1763 гг.), который работал над декоративными росписями в стиле барокко, а также был популярным портретистом и пейзажистом.
Наиболее значительными художниками из Кристиании были П. Однес (1739—1792), портретист, пейзажист и декоратор, работавший в усадьбах вокруг озера Рандсфьорд; Ф. Хоссифеллер (Hosenfelder, около 1722—1805 гг.), переселившийся в Норвегию из Берлина, трудившийся на керамической мануфактуре в Херребё, а после её закрытия в 1772 году выполнявший портреты, пейзажи и декоративные росписи. Разносторонней была деятельность скульптора Г. Бека (ум. в 1776 г.), модельера на той же мануфактуре и резчика матриц для железных литых рельефов — литья, процветавшего в Норвегии более 300 лет. Резьбой по дереву прославился Я. Клукстад (Jakob Klukstad, около 1715—1773 гг.), создававший великолепные резные алтарные преграды и кафедры в церквах Гудбрансдаля, Ромсдаля и др.

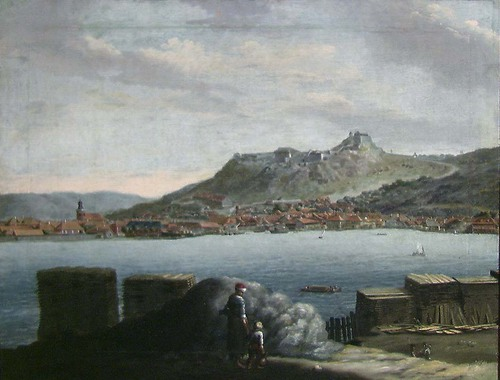
Худ. Матиас Блументаль[норв.]
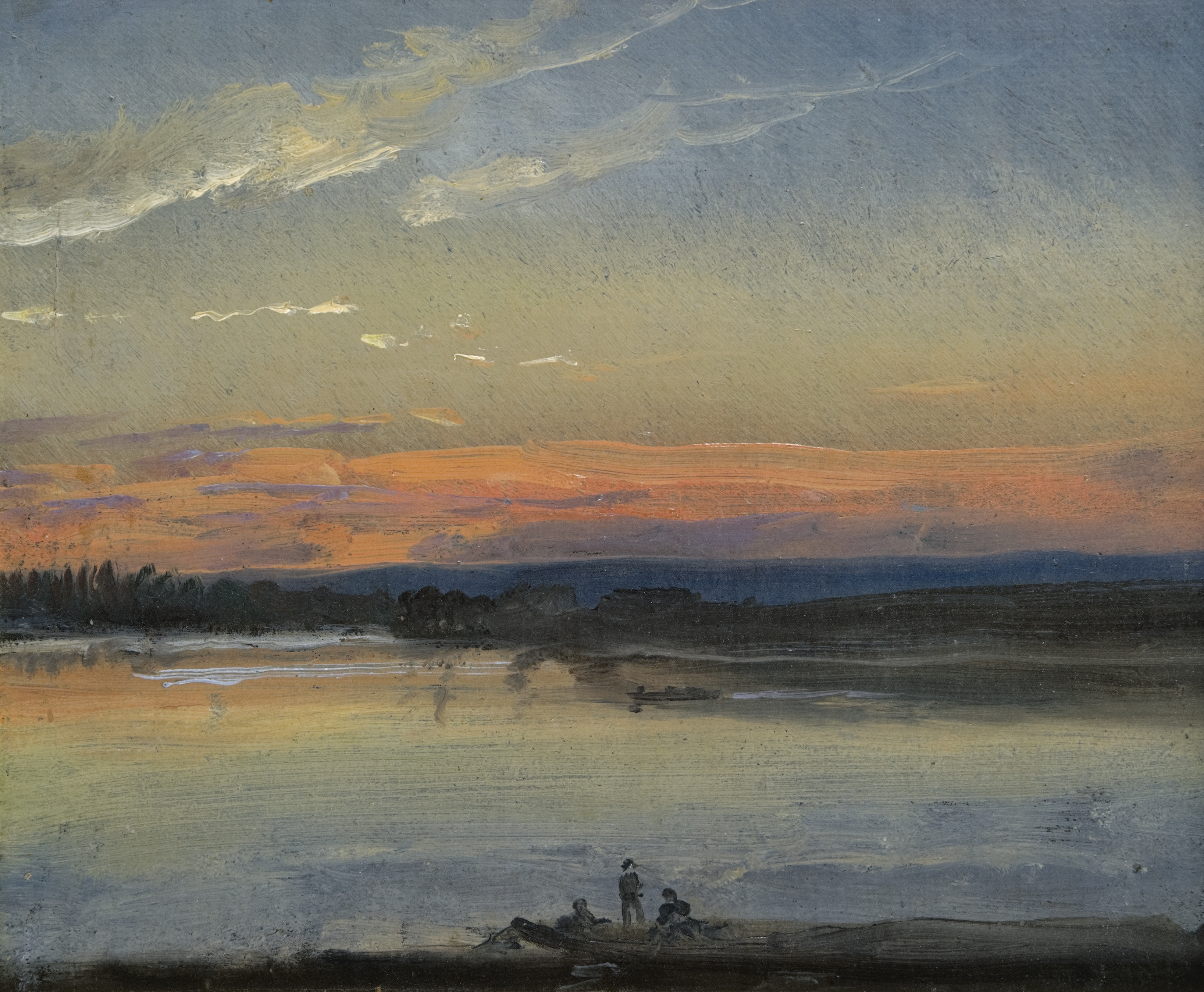
Худ. Юхан Даль
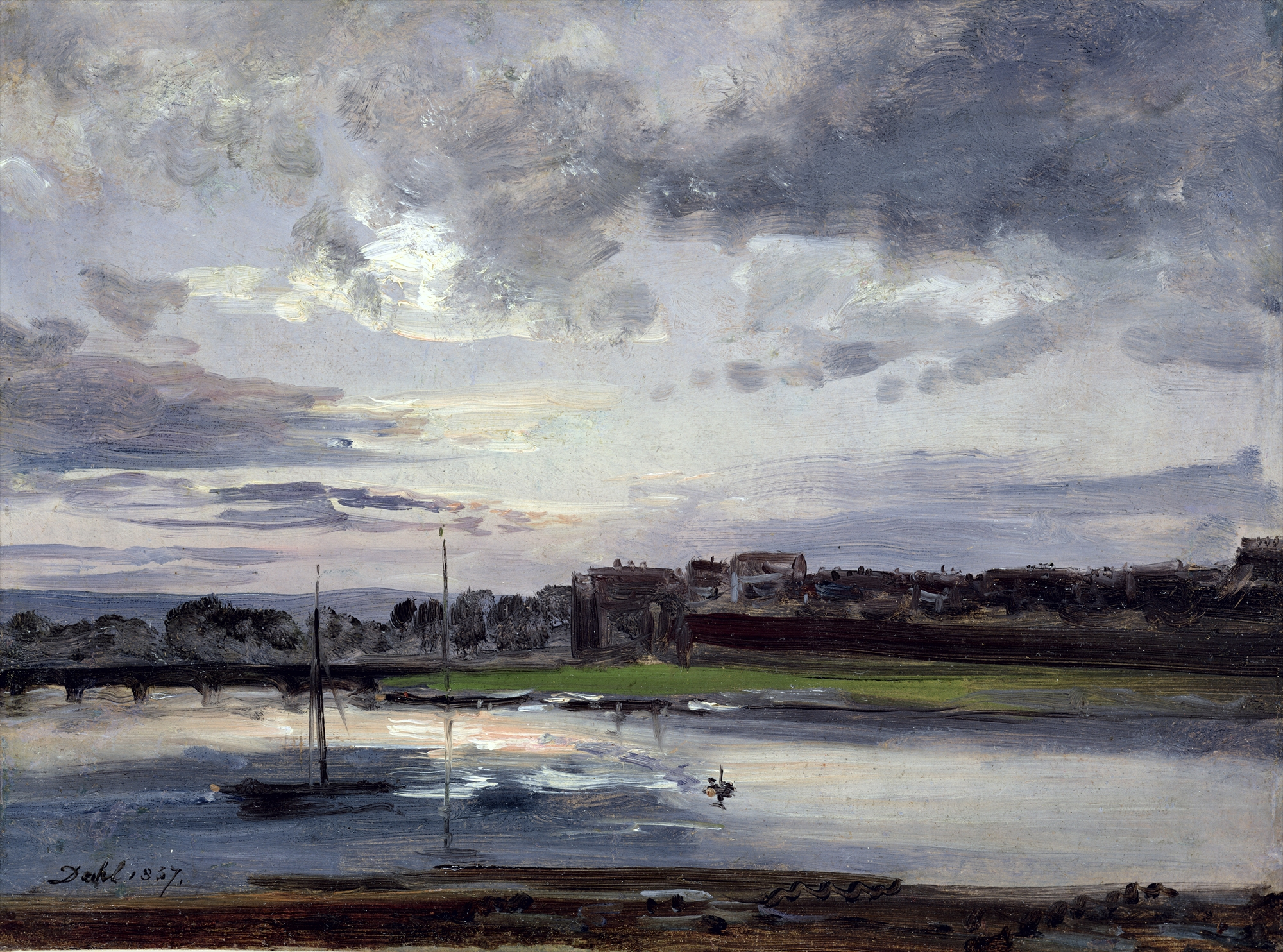
Худ. Юхан Даль
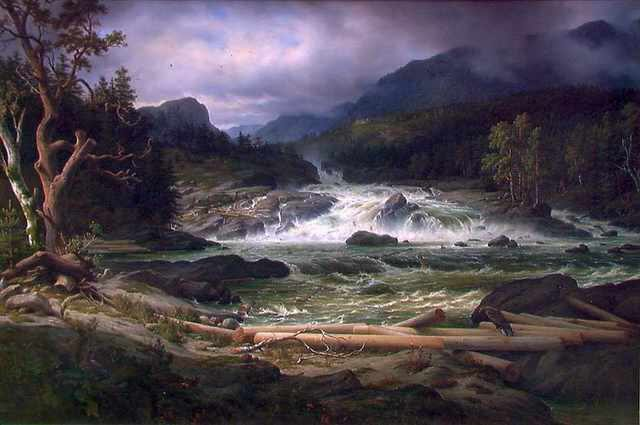
Худ. Томас Фернлей[англ.]

Общественно-политический подъём 1810-х годов создал благоприятные условия для развития изобразительных искусств в Норвегии. Не имея своей профессиональной школы, норвежские художники вынуждены были на протяжении всего XIX века получать образование за границей, преимущественно в Дании и Германии, во Франции, а также в Италии. Норвежский художник XIX века Юхан Даль (1788—1857) снискал славу основателя норвежской школы живописи («Горный пейзаж в Норвегии», 1836; «Пороги близ Хаугесунда», 1839). С его именем связано начало в развитии норвежской графики. В 1837 году Даль был инициатором создания в столице Национальной галереи, открытой для публики в 1842 году. Им же в 1839 году основано объединение художников норвежской столицы, а в 1860 году — общенациональное. Среди многочисленных учеников Даля выделяется Т. Фернлей (1802—1842) («Лаброфоссен», 1837), а изображение национального ландшафта в пейзаже в первой половине XIX столетия становится ведущим жанром норвежской живописи («Одинокие старики», 1849; «Сектанты», 1852).
С 1840-х годов большинство норвежских художников учится в Дюссельдорфе, живопись обогащается темами из народной жизни, и наряду с пейзажем самостоятельное место в норвежском искусстве занимает жанровая картина. Ярким представителем этого направления является А. Тидеманн (1814—1876), основоположник норвежской бытовой живописи. Видной фигурой в Дюссельдорфе был также X. Гуде (1825—1903) («Вид Осло-фьорда», 1874), продолжительное время занимавший пост профессора в художественных учебных центрах Германии, где у него обучались многие известные норвежские мастера — Фриц Таулов, Кристиан Крог, Отто Синдинг.
В 1870-е годы новым художественным центром для норвежских живописцев становится Мюнхен, а у побывавших там северных мастеров обнаруживается большой интерес к историческим сюжетам. Позднее на смену Мюнхену приходит Париж, возникает пленэрная живопись. В 1884 году впервые учреждается ежегодная национальная художественная выставка (проводится до настоящего времени); в 1876 году был основан Музей прикладного искусства, в 1894 году — Норвежский народный музей, этнографический музей на открытом воздухе, а в 1909 году — Академия художеств Норвегии.
11 (23) октября 1897 года в помещениях Императорского общества поощрения художеств состоялась первая в России выставка скандинавского искусства, организованная Сергеем Дягилевым, на которой среди прочих были представлены 27 норвежских живописцев. Критиками были особо отмечены работы Кристиана Скредсвига, Кристиана Крога, Якоба Глёэрсена, Ханса Хейердала, Ларса Юрде, Эйлифа Петерссена, Отто Синдинга и Густава Венцеля. Отобранные Сергеем Дягилевым для выставки полотно представителя норвежского экспрессионизма Эдварда Мунка, работы Оды Крог и Герхарда Мюнте вызвали в тот период самые противоречивые отклики. С особым восторгом были встречены произведения Андерса Цорна, Эрика Вереншёлля и Фрица Таулова.

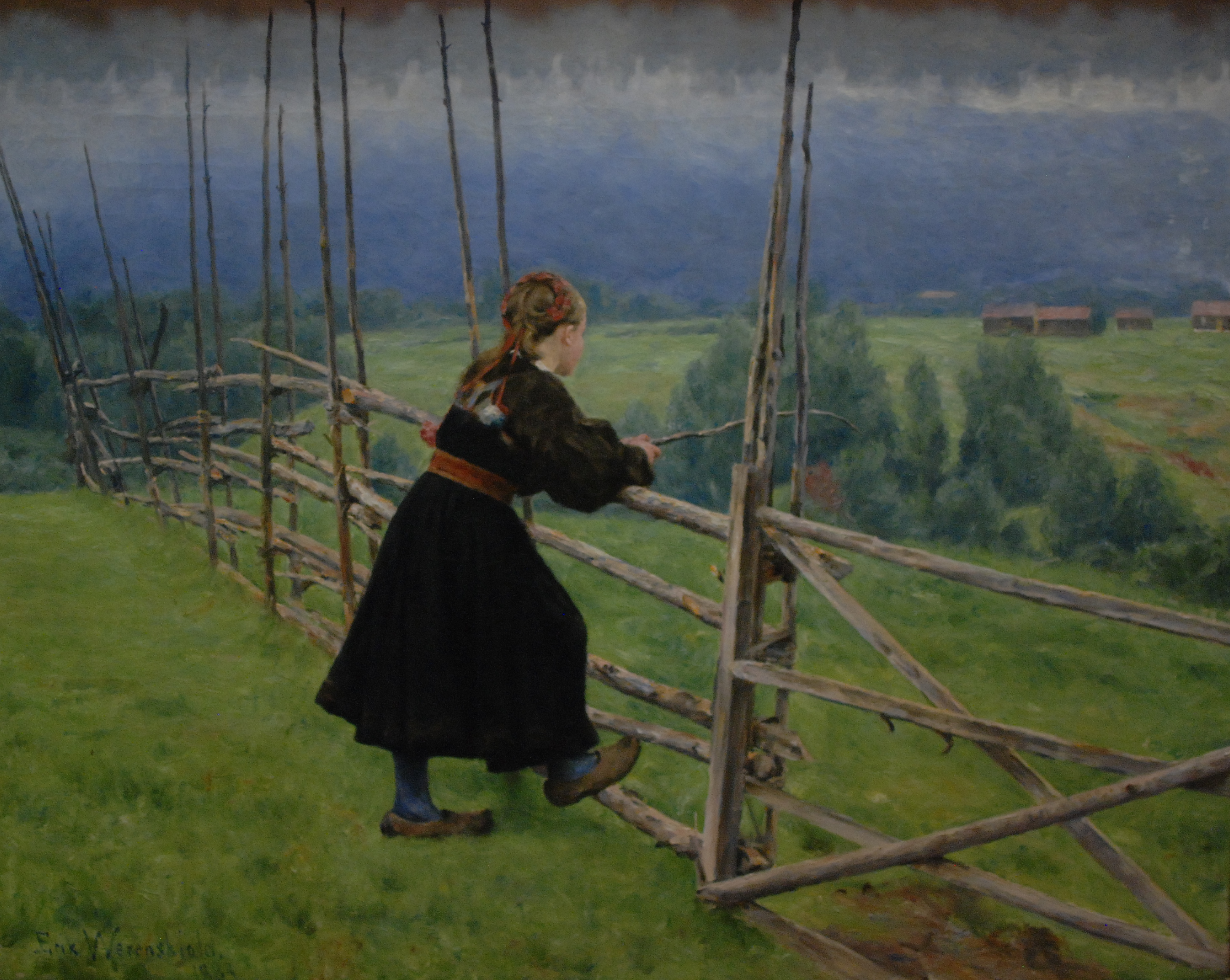
Худ. Эрик Вереншёлль «På slätten», 1883
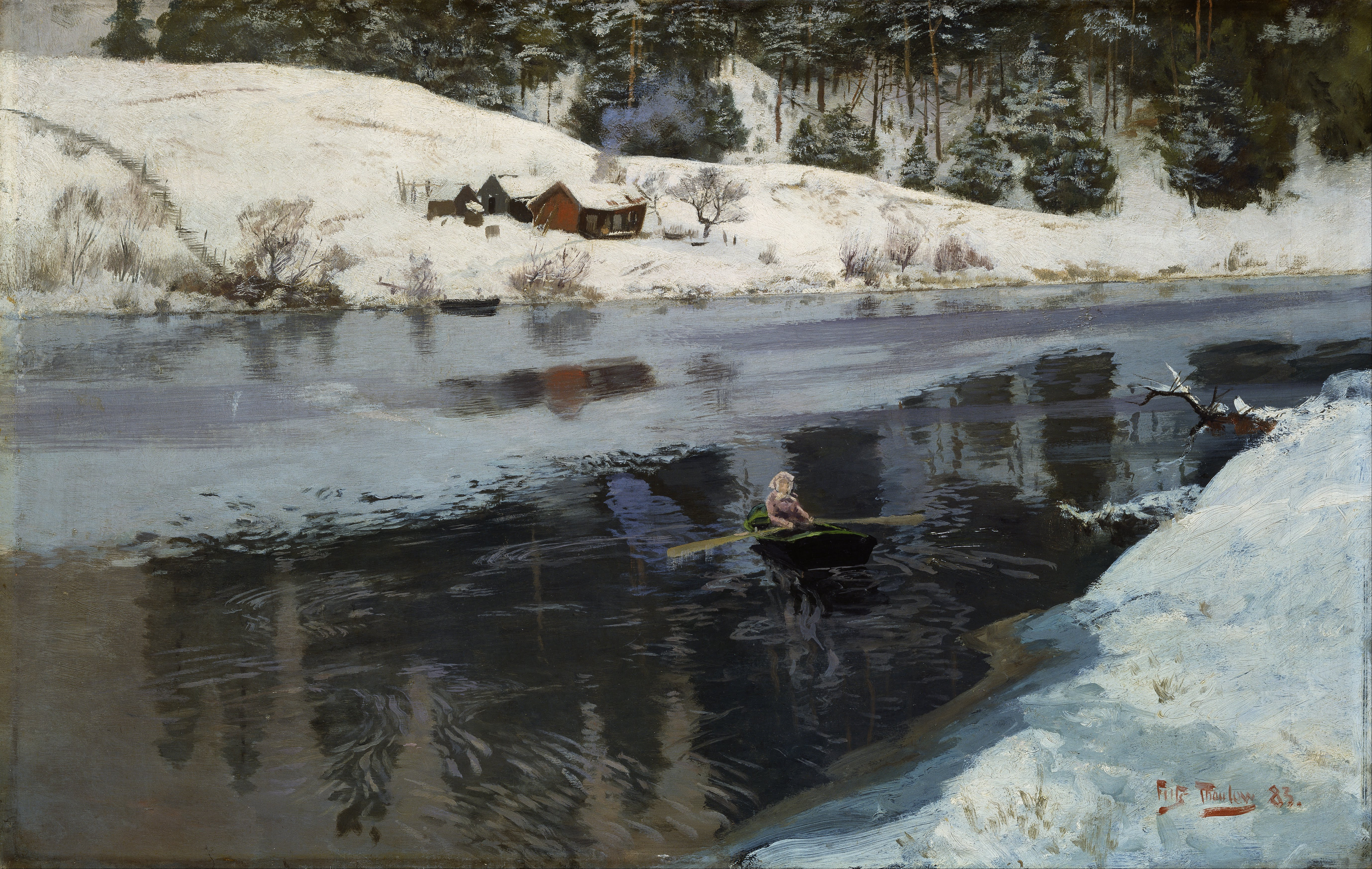
Худ. Фриц Таулов «Winter at the River Simoa», 1883
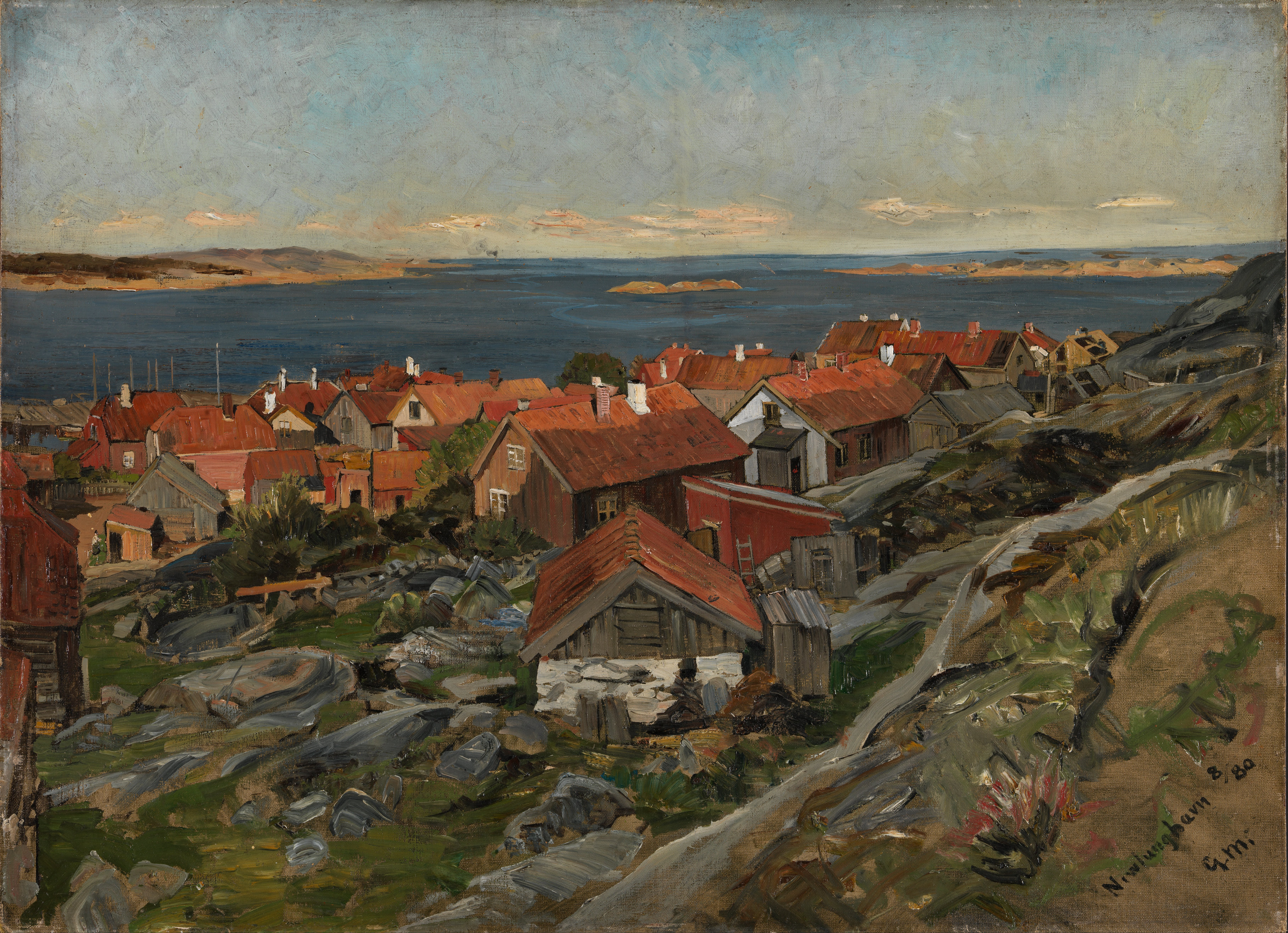
Худ. Герхард Мюнте «View of Nevlunghavn», 1880
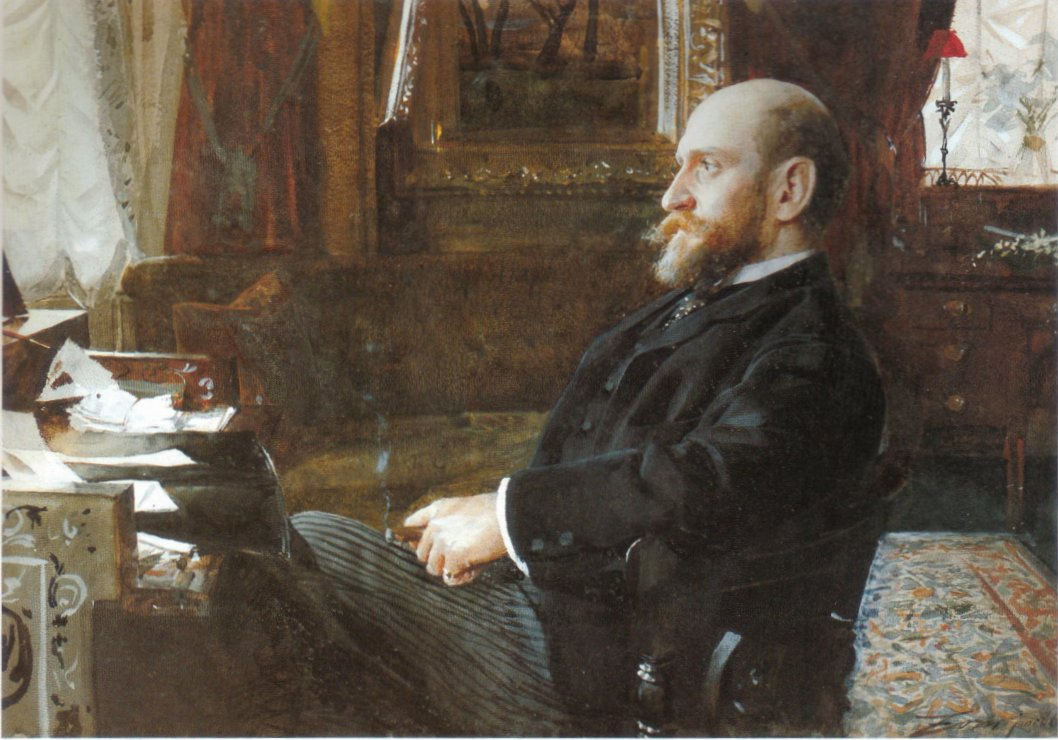
Худ. Андерс Цорн «Ernest Cassel», 1886

Другими представителями норвежской школы живописи являются Китти Хьелланн, Ларс Хертервиг, Юхан Эккерсберг, Хальфдан Эгедиус.

## Скульптура
Одним из выдающихся норвежских скульпторов считается Густав Вигеланд, создавший большое количество скульптур, отражающих человеческие отношения. Парк скульптур Вигеланда в Осло содержит более 200 скульптурных групп, передающих определённый набор эмоций.

## Ювелирное дело
Среди известных ювелиров Норвегии — Ивер Бух, работавший при дворе Екатерины Великой в Санкт-Петербурге; Якоб Тоструп и его сын Улуф Тоструп; Торольф Прютц.